# Катарина Карлсдоттер

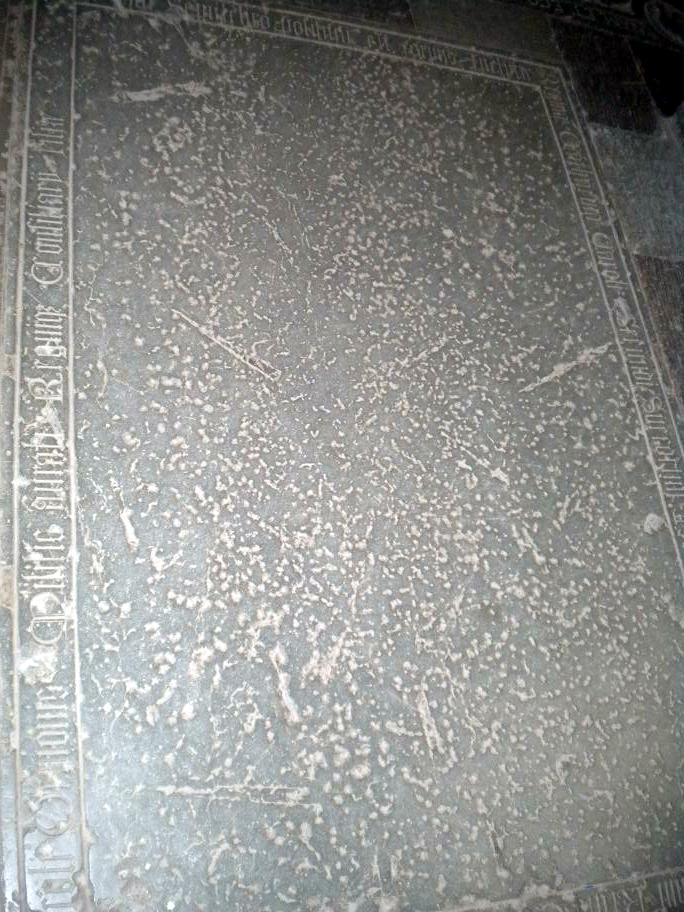
Могила Катарины в Вадстенском аббатстве

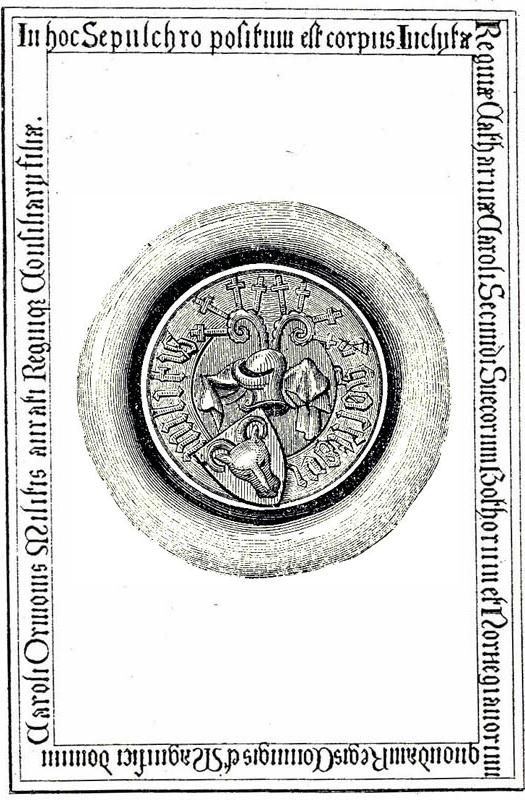
Могила Катарины в Вадстенском аббатстве на рисунке 1820 года с нанесённым позже гербом семьи Гумсехувуд

Катарина Карлсдоттер, также известная как Катарина Гумсехувуд (швед. Katarina Karlsdotter, Katarina Gumsehuvud; ум. 7 сентября 1450) ― королева-консорт Швеции в 1448―1450 гг. и королева-консорт Норвегии в 1449―1450 гг. Вторая жена Карла VIII.

## Биография
Была дочерью дворянина Карла Ормссона (Гумсехувуда). Вышла замуж за регента Швеции (и на тот момент вдовца) Карла 5 октября 1438 года и исполняла церемониальные обязанности королевы до 1440 года, когда её муж был смещён с поста регента. Благословение на их брак даровал сам папа римский, поскольку Катарина была родственницей первой жены Карла. Это благословение должно было гарантировать, что дети, рождённые в браке, будут считаться законным.
В 1448 году её супруг вновь стал регентом, а затем, 2 июля того же года, был коронован в Упсальском соборе вместе с Катариной. В следующем году её муж стал королём Норвегии, а она, соответственно, ― королевой Норвегии. Брак был счастливым и в нём родилось девять детей. Их вторая дочь, Магдалена, вышла замуж за Ивара Аксельссона (Тотта), дядю Ингеборги Тотт.
Современниками описывалась как красивая и весёлая женщина; поддерживала приятную обстановку и непринужденную атмосферу при дворе и с готовностью принимала тех, кто пришёл искать аудиенцию.
В 1450 году стала одной из многих, кто умер от чумы в Стокгольме. Король глубоко переживал её кончину. Была похоронена в 1451 году в Вадстенском аббатстве.

## Дети
- Маргарет Карлсдоттер (Бонде) (1442―1462);
- Магдалена Карлсдоттер (Бонде) (1445—1495), вышла замуж за Ивара Аксельссона (Тотта) в 1466 году;
- Ричеза Карлсдоттер (Бонде) (род. ок. 1445), монахиня в Вадстенском аббатстве;
- Биргитта Карлсдоттер[швед.] (Бонде) (1446―1469), монахиня в Вадстенском аббатстве;
- четверо сыновей, умерших рано.